# Soja transgeniczna

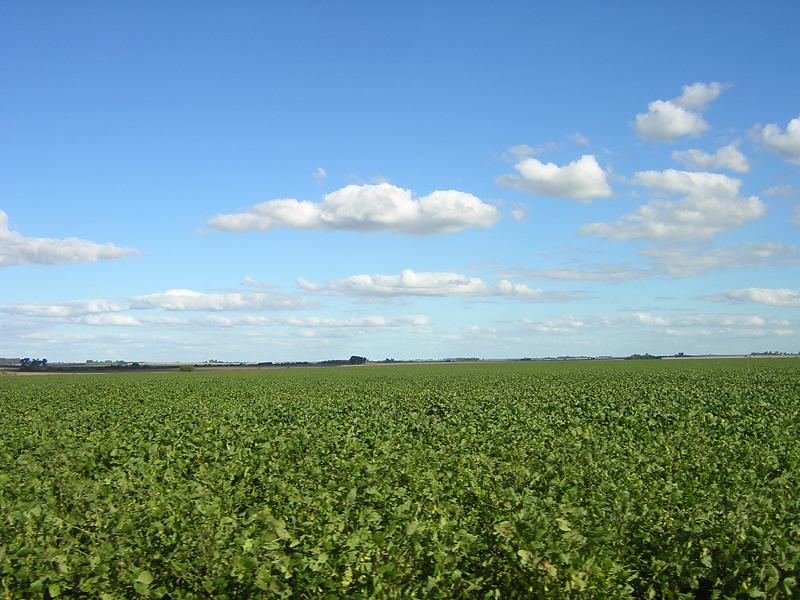
Skrócenie cyklu produkcyjnego dla transgenicznej soi umożliwiło jej uprawę na polach po zebraniu pszenicy. W ten sposób w Argentynie i Paragwaju uzyskano w latach 1996-2011 dodatkowo 106,4 mln ton ziarna sojowego

Soja transgeniczna – odmiany genetycznie modyfikowanej soi otrzymane przy pomocy inżynierii genetycznej.
Najpowszechniej uprawianą odmianą w roku 2010 była soja odporna na działanie herbicydu, którego składnikiem czynnym jest glifosat. Wykorzystano w niej gen enzymu z agrobakterii, uodporniające ją na działanie glifosatu.

## Pochodzenie
Pierwsze transgeniczne rośliny soi zostały opisane w roku 1988. W tym samym roku opisano zarówno rośliny uzyskane metodą mikrowstrzeliwania przy użyciu cząstek złota, jak i transformację przeprowadzoną przy użyciu Agrobacterium tumefaciens.
Pierwsza odmiana transgenicznej soi Roundup Ready (Roundup to nazwa herbicydu zawierającego glifosat, który był opracowany i wypuszczony na rynek przez Monsanto w latach 70) została opracowana i opatentowana przez firmę Monsanto. W odmianie Roundup Ready pełną kopię genu syntazy EPSP z agrobakterii szczepu CP4 przeniesiono do genomu soi przy pomocy działka genowego, co czyni ją odporną na działanie herbicydu glifosat, stosowanego powszechnie do walki z chwastami. W kolejnych latach opracowano także odmianę transgenicznej soi odpornej na glifostat oraz wykazującej odporność na szkodniki. Odmiana taka została dopuszczona do stosowania w Brazylii. Powstała także kolejna wersja odmiany Roundup Ready o oznaczeniu MON 89788. Trwają lub trwały prace nad odmianami soi o zbilansowanym składzie aminokwasów w białkach, wzbogaconych w lizynę i tryptofan, poprawionym składzie oleju i kwasów tłuszczowych, zmienionym składzie węglowodanów, bogatych we flawonoidy i wzbogaconych w fitazę.

## Stworzone odmiany
| Nazwa odmiany                | Przeprowadzona modyfikacja | Twórca odmiany (właściciel patentu)             | Opis | Źródła |
| ---------------------------- | --- | ----------------------------------------------- | --- | ------ |
| A2704-12, A2704-21, A5547-35 | Dodatkowy gen z Streptomyces hygroscopicu kodujący fosfinotrycyno-N-acetyltransferazę (PAT)                                                                                              | Bayer CropScience (Aventis CropScience(AgrEvo)) | Odmiana z tolerancją na herbicyd, fosfinotrycynę                                                                                     | [ 7 ]  |
| A5547-127                    | Dodatkowy gen z Streptomyces hygroscopicu kodujący fosfinotrycyno-N-acetyltransferazę (PAT), gen beta-laktamazy nie ulegający ekspresji                                                  | Bayer CropScience (Aventis CropScience(AgrEvo)) | Odmiana z tolerancją na herbicyd, fosfinotrycynę                                                                                     | [ 7 ]  |
| BPS-CV127-9                  | Dodatkowy gen z Arabidopsis thaliana, duża podjednostka syntazy acetylohydroksykwasu (csr1-2)                                                                                            | BASF Inc.                                       | Odmiana z tolerancją herbicydu, imidazolinonu                                                                                        | [ 7 ]  |
| DP-305423                    | Dwa dodatkowe geny Glycine max kodujące delta(12) dehydrogenazę kwasów tłuszczowych oraz syntazę acetylomleczanową                                                                       | DuPont Pioneer                                  | Odmiana o zmienionej zawartości kwasów tłuszczowych, podwyższonej ilości kwasu oleinowego i obniżonej zawartości kwasu linolenowego. | [ 7 ]  |
| DP356043                     | Dodatkowy gen Bacillus licheniformis, kodujący N-acetylotransferazę glifosatu i dodatkowy gen Glycine max kodujący syntazę acetylomleczanową (ALS).                                      | DuPont Pioneer                                  | Odmiana tolerancyjna na herbicyd, glifosat oraz herbicydy hamujące aktywność ALS.                                                    | [ 7 ]  |
| G94-1, G94-19, G168          | Dodatkowy gen Glycine max kodujące delta(12) dehydrogenazę kwasów tłuszczowych, gen z Escherichia coli kodujący beta-D-glukoronidazę, gen beta-laktamazy nie ulegający ekspresji         | DuPont Canada Agricultural Products             | Odmiana o podwyższonej zawartości kwasu oleinowego                                                                                   | [ 7 ]  |
| GTS 40-3-2                   | Dodatkowy gen Agrobacterium tumefaciens CP4 kodujący syntazę 5-enolopirogroniano-szikimowo-3-fosforanową                                                                                 | Monsanto Company                                | Odmiana z tolerancją na herbicyd, glifosat                                                                                           | [ 7 ]  |
| GU262                        | Dodatkowy gen z Streptomyces viridochromogene kodujący fosfinotrycyno-N-acetyltransferazę (PAT), gen beta-laktamazy nie ulegający ekspresji                                              | Bayer CropScience (Aventis CropScience(AgrEvo)) | Odmiana z tolerancją na herbicyd, fosfinotrycynę                                                                                     | [ 7 ]  |
| MON87701                     | Dodatkowy gen z Bacillus thuringiensis subsp. kurstaki (Btk) kodujący toksynę Cry1Ac | Monsanto Company                                | Odmiana odporna na szkodniki, larwy Pseudoplusia includen oraz Anticarsia gemmatalis                                                 | [ 7 ]  |
| MON87701 x MON89788          | Dodatkowy gen Agrobacterium tumefaciens CP4 kodujący syntazę 5-enolopirogroniano-szikimowo-3-fosforanową oraz gen z Bacillus thuringiensis subsp. kurstaki (Btk) kodujący toksynę Cry1Ac | Monsanto Company                                | Odmiana odporna na szkodniki oraz z tolerancją na herbicyd, glifosat                                                                 | [ 7 ]  |
| MON89788                     | Dodatkowy gen z Bacillus thuringiensis subsp. kurstaki (Btk) kodujący toksynę Cry1Ac | Monsanto Company                                | Odmiana z tolerancją na herbicyd, glifosat                                                                                           | [ 7 ]  |
| OT96-15                      | Dodatkowy gen z Glycine max fan1(PI361088B) | Agriculture & Agri-Food Canada                  | Odmiana o zmienionej zawartości kwasów tłuszczowych, obniżonej zawartości kwasu linolenowego                                         | [ 7 ]  |
| W62, W98                     | Dodatkowy gen z Streptomyces hygroscopicu kodujący fosfinotrycyno-N-acetyltransferazę (PAT) gen z Escherichia coli kodujący beta-d-gklukokuronidazę                                      | Bayer CropScience (Aventis CropScience(AgrEvo)  | Odmiana z tolerancją na herbicyd, fosfinotrycynę                                                                                     | [ 7 ]  |

## Uprawa
W roku 2010 transgeniczna soja stanowiła około 50% upraw biotechnologicznych na świecie. Powierzchnia pól obsiewanych odmianami genetycznie modyfikowanej soi wynosiła 73,3 mln ha. Uprawa odpornej na herbicyd soi pozwoliła w latach 1996-2009 uzyskać dodatkowo 25 mld dolarów amerykańskich. Państwami o największym areale upraw transgenicznej soi były:
- USA – 30 mln ha
- Argentyna – 19,5 mln ha
- Brazylia – 17,8 mln ha

Pozostałe kraje, w których uprawiana jest modyfikowana genetycznie soja to: Paragwaj, Kanada, Urugwaj, Boliwia, RPA, Meksyk, Chile i Kostaryka. Areał upraw odpornej na herbicyd soi stanowił 81% areału upraw tego gatunku na świecie.
Popularność odmiana GM zawdzięcza łatwiejszej i tańszej uprawie ze względu na bardziej efektywne zwalczanie chwastów. Gen odporności na herbicydy umożliwia ich stosowanie od kiełkowania aż do późnego stadium kwitnięcia. To pozwoliło rolnikom zmniejszyć ilość różnych stosowanych herbicydów, co pozwala zaoszczędzić czas i pieniądze. Doprowadziło to do szybkiego rozpowszechnienia transgenicznej soi na całym świecie.

## Zastosowanie
Import jak i wykorzystywanie soi genetycznie modyfikowanej dozwolone jest w większości krajów świata. Inaczej jest z siewem i uprawą, które już nie są wszędzie dozwolone. W Rosji uprawa soi transgenicznej jest zabroniona, podobnie jak innych roślin genetycznie zmodyfikowanych. Transgeniczna soja jest pierwszym produktem z genetycznie modyfikowanych źródeł, który otrzymał „prawa obywatelskie” w Rosji. W 1999 roku Giennadij Oniszczenko – główny państwowy lekarz sanitarny Rosji – wydał transgenicznej soi świadectwo rejestracji „numer jeden”. W 2002 r. na terenie Rosji obowiązuje nakaz informowania o zawartości genetycznie modyfikowanej soi w składzie produktów żywnościowych, jeżeli jego zawartość przekracza 5%.
Większość upraw soi modyfikowanej genetycznie na świecie idzie na produkcję oleju roślinnego, а także paszy dla bydła i drobiu. W ostatnich latach coraz większą popularność ma wykorzystanie soi do otrzymania biodiesla.

## Bezpieczeństwo
Problem bezpieczeństwa soi modyfikowanej wydaje się częścią ogólnej debaty na temat bezpieczeństwa związanego z organizmami modyfikowanymi genetycznie. Wszystkie transgeniczne odmiany roślin przed wprowadzeniem na rynek przechodzą gruntowne testy, jeśli chodzi o bezpieczeństwo dla człowieka i ekologii. Prowadzi to do znacznych kosztów opracowania i wprowadzenia nowej rośliny zmodyfikowanej genetycznie na rynek (od 50 do 200 mln USD). W tym przypadku jest to znacznie więcej niż, przykładowo, odmiany uzyskane metodami zwykłej hodowli. Do dzisiaj nie odnotowano ani jednego naukowo potwierdzonego przypadku negatywnego wpływu soi modyfikowanej na zdrowie człowieka, pomimo 10-letniej historii konsumpcji w USA i innych krajach rozwiniętych. Niemniej główny argument przeciwników produktów modyfikowanych zamyka się w tym, że nie minęło wystarczająco dużo czasu, aby można wyciągnąć wnioski co do bezpieczeństwa jak również, być może, negatywnego wpływu na przyszłe pokolenia.
Na skutek stosowania produktu Roundup w soi, jak również w innych roślinach, mogą znajdować się śladowe ilości glifosatu, składnika aktywnego herbicydu. Dotyczy to także innych stosowanych pestycydów. Zgodnie z zaleceniami przy wykorzystaniu herbicydu podczas uprawy soi modyfikowanej zawartość glifosatu w końcowym produkcie nie może przekraczać 20 ppm (części na milion, lub 0,002%). Glifosat jest stosunkowo mało toksycznym herbicydem, o czym świadczy jego wysoka dawka LD 50=5600 mg/kg w warunkach normalnych przy eksperymentach na szczurach.